# Lista över manliga OS-medaljörer i gång
Lista över manliga OS-medaljörer i gång, listar olympiska medaljörer i gång. De distanser som man tävlat i har varierat, under de senare åren har distanserna blivit längre.
OBS! Nedan ingår även medaljörerna från jubileumsturneringen 1906 i Aten, som sedan dess fråntagits sin officiella olympiska status.

## 1500 mgång
| År   | Guld          | Guld | Silver        | Silver | Brons                 | Brons    |
| 1906 | George Bonhag | USA  | Donald Linden | Kanada | Konstantin Spetsiotis | Grekland |

## 3000 mgång
| År   | Guld             | Guld    | Silver         | Silver     | Brons              | Brons    |
| 1906 | György Sztantics | Ungern  | Hermann Müller | Tyskland   | Georgios Saridakis | Grekland |
| 1920 | Ugo Frigerio     | Italien | George Parker  | Australien | Richard Remer      | USA      |

## 3500 mgång
| År   | Guld          | Guld           | Silver      | Silver         | Brons      | Brons        |
| 1908 | George Larner | Storbritannien | Ernest Webb | Storbritannien | Harry Kerr | Australasien |

## 10 kmgång
| År   | Guld            | Guld    | Silver            | Silver         | Brons             | Brons          |
| 1912 | George Goulding | Kanada  | Ernest Webb       | Storbritannien | Fernando Altimani | Italien        |
| 1920 | Ugo Frigerio    | Italien | Joseph Pearman    | USA            | Charles Gunn      | Storbritannien |
| 1924 | Ugo Frigerio    | Italien | Gordon Goodwin    | Storbritannien | Cecil McMaster    | Sydafrika      |
| 1948 | John Mikaelsson | Sverige | Ingemar Johansson | Sverige        | Fritz Schwab      | Schweiz        |
| 1952 | John Mikaelsson | Sverige | Fritz Schwab      | Schweiz        | Bruno Junk        | Sovjetunionen  |

## 10 milesgång(16 090 m)
| År   | Guld          | Guld           | Silver      | Silver         | Brons          | Brons          |
| 1908 | George Larner | Storbritannien | Ernest Webb | Storbritannien | Edward Spencer | Storbritannien |

## 20 kmgång
| År   | Guld                 | Guld            | Silver                     | Silver        | Brons                  | Brons          |
| 1956 | Leonid Spirin        | Sovjetunionen   | Antanas Mikėnas            | Sovjetunionen | Bruno Junk             | Sovjetunionen  |
| 1960 | Volodimir Holubnitji | Sovjetunionen   | Noel Freeman               | Australien    | Stanley Vickers        | Storbritannien |
| 1964 | Ken Matthews         | Storbritannien  | Dieter Lindner             | Tyskland      | Volodimir Holubnitji   | Sovjetunionen  |
| 1968 | Volodimir Holubnitji | Sovjetunionen   | José Pedraza               | Mexiko        | Nikolay Smaga          | Sovjetunionen  |
| 1972 | Peter Frenkel        | Östtyskland     | Volodimir Holubnitji       | Sovjetunionen | Hans-Georg Reimann     | Östtyskland    |
| 1976 | Daniel Bautista      | Mexiko          | Hans-Georg Reimann         | Östtyskland   | Peter Frenkel          | Östtyskland    |
| 1980 | Maurizio Damilano    | Italien         | Pjotr Patjantjuk           | Sovjetunionen | Roland Wieser          | Östtyskland    |
| 1984 | Ernesto Canto        | Mexiko          | Raúl González              | Mexiko        | Maurizio Damilano      | Italien        |
| 1988 | Jozef Pribilinec     | Tjeckoslovakien | Ronald Weigel              | Östtyskland   | Maurizio Damilano      | Italien        |
| 1992 | Daniel Plaza         | Spanien         | Guillaume LeBlanc          | Kanada        | Giovanni De Benedictis | Italien        |
| 1996 | Jefferson Pérez      | Ecuador         | Ilya Markov                | Ryssland      | Bernardo Segura        | Mexiko         |
| 2000 | Robert Korzeniowski  | Polen           | Noe Hernández              | Mexiko        | Vladimir Andreyev      | Ryssland       |
| 2004 | Ivano Brugnetti      | Italien         | Fransisco Javier Fernandez | Spanien       | Nathan Deakes          | Australien     |
| 2008 | Valerij Bortjin      | Ryssland        | Jefferson Pérez            | Ecuador       | Jared Tallent          | Australien     |
| 2012 | Chen Ding            | Kina            | Erick Barrondo             | Guatemala     | Wang Zhen              | Kina           |
| 2016 | Wang Zhen            | Kina            | Cai Zelin                  | Kina          | Dane Alex Bird-Smith   | Australien     |
| 2020 | Massimo Stano        | Italien         | Koki Ikeda                 | Japan         | Toshikazu Yamanishi    | Japan          |

## 50 kmgång
| År   | Guld                | Guld           | Silver              | Silver         | Brons               | Brons          |
| 1932 | Tommy Green         | Storbritannien | Jānis Daliņš        | Lettland       | Ugo Frigerio        | Italien        |
| 1936 | Harold Whitlock     | Storbritannien | Arthur Schwab       | Schweiz        | Adalberts Bubenko   | Lettland       |
| 1948 | John Ljunggren      | Sverige        | Gaston Godel        | Schweiz        | Tebbs Lloyd Johnson | Storbritannien |
| 1952 | Giuseppe Dordoni    | Italien        | Josef Dolezal       | Tjeckien       | Antal Róka          | Ungern         |
| 1956 | Norman Read         | Nya Zeeland    | Jevgenij Maskinskov | Sovjetunionen  | John Ljunggren      | Sverige        |
| 1960 | Don Thompson        | Storbritannien | John Ljunggren      | Sverige        | Abdon Pamich        | Italien        |
| 1964 | Abdon Pamich        | Italien        | Paul Nihill         | Storbritannien | Ingvar Pettersson   | Sverige        |
| 1968 | Christoph Höhne     | Östtyskland    | Antal Kiss          | Ungern         | Larry Young         | USA            |
| 1972 | Bernd Kannenberg    | Västtyskland   | Veniamin Soldatenko | Sovjetunionen  | Larry Young         | USA            |
| 1980 | Hartwig Gauder      | Östtyskland    | Jorge Llopart       | Spanien        | Jevgenij Ivtjenko   | Sovjetunionen  |
| 1984 | Raúl González       | Mexiko         | Bo Gustafsson       | Sverige        | Sandro Bellucci     | Italien        |
| 1988 | Vjatjeslav Ivanenko | Sovjetunionen  | Ronald Weigel       | Östtyskland    | Hartwig Gauder      | Östtyskland    |
| 1992 | Andrey Perlov       | OSS            | Carlos Mercenario   | Mexiko         | Ronald Weigel       | Tyskland       |
| 1996 | Robert Korzeniowski | Polen          | Michail Sjtjennikov | Ryssland       | Valentí Massana     | Spanien        |
| 2000 | Robert Korzeniowski | Polen          | Aigars Fadejevs     | Lettland       | Joel Sánchez        | Mexiko         |
| 2004 | Robert Korzeniowski | Polen          | Denis Nizjegorodov  | Ryssland       | Aleksej Vojevodin   | Ryssland       |